# Epsomantis tortricoides
Epsomantis tortricoides es una especie de mantis de la familia Iridopterygidae. Es la única especie del género Epsomantis.

## Distribución geográfica
Se encuentra en Borneo y Java.